# Xinix

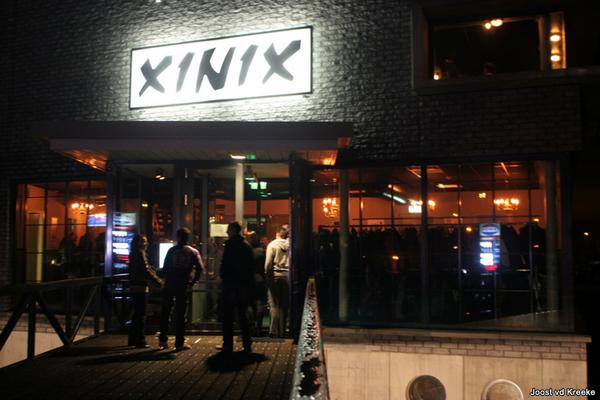
Xinix in de nacht

Xinix is een poppodium voor live muziek en kleinkunst en tevens café in Nieuwendijk. Naast de reguliere programmering van de zaterdag, gericht op uitgaan, is er een wisselend aanbod voor de vrijdag. De podiumzaal biedt plaats aan ca. 400 bezoekers. 
Het podium wordt beheerd door de "Stichting Xinix". Deze stichting woont samen met popcollectief SLIM (Stichting LIchte Muziek), de belangenbehartiger voor de (regionale, amateur) (pop)muziek. 
Xinix draait geheel op vrijwilligers en heeft geen winstoogmerk. Het huidige gebouw is gebouwd in 2007 en geopend op 5 januari 2008.

## Geschiedenis
In het begin van de jaren '70 van de vorige eeuw besloot een aantal inwoners van het Land van Heusden en Altena dat de regio een culturele impuls nodig had. Dit resulteerde in 1973 in de oprichting van stichting Promani. Er was nog geen eigen gebouw, dus werd er aanvankelijk gebruik gemaakt van het dorpshuis.
Enkele jaren later kwam er een schoolgebouw beschikbaar. Er werd een nieuwe organisatie opgericht, Stichting Jeugdsoos Nieuwendijk. De live optredens in het dorpshuis gingen maandelijks door, maar al snel werd duidelijk dat het veel praktischer was om alles onder één dak te hebben. Er werd gestart met optredens in het schoolgebouw, op laag volume, want het schoolgebouw beschikte niet over geluidsisolatie. Na de vereiste isolatie werd afscheid genomen van dorpshuis en werd het schoolgebouw omgedoopt tot "Xinix".
In de beginjaren waren er ongeveer 15 optredens per jaar, later werd dit uitgebreid naar het dubbele en eind jaren '90 was de Xinix meerdere malen per week geopend. Xinix werd langzamerhand door het hele land bekend, vooral als klein podium waar ruimte was voor experimentele muziek, rock en post-punk. Bekende artiesten die in die periode te horen zijn geweest, zijn o.a. The Scene, Tröckener Kecks, Beef, Heideroosjes.  
Rond de eeuwwisseling werd het schoolgebouw te klein en te oud, renovatie was te duur en in 2006 werd begonnen met de bouw van een nieuwe locatie die in 2008 werd geopend. Sinds die tijd is er elke minstens één evenement per week.  
Evenementen in Xinx worden georganiseerd voor verschillende doelgroepen en (muzikale) interesses. Dit komt tot uitdrukking in de thema's die aan evenementen worden toegekend. Naast optredens van bands uit de Alternative Pop- en Rock, worden er ook uitgaansavonden georganiseerd onder de naam Club Nights, waarbij het dansen voorop staat. Onder de noemer XGP (Xinix Goes Promani, wat een verwijzing is naar de eerste naam van stichting Xinix), worden optredens georganiseerd van artiesten die in de 20e eeuw reeds actief waren. Daarnaast bieden Roots Café en Sunday Sessions ruimte voor de liefhebber van "luistermuziek"; dit zijn geplaceerde evenementen waarbij de bar tijdens de optredens is gesloten. Muziekstijlen zijn o.a. Singer-Songwriter en Americana. Ook popcollectief SLIM organiseert optredens, zoals het Herfstfestival en het Lentefestival, waarbij aangesloten artiesten/bands zichzelf kunnen presenteren. Nieuw sinds 2022 is Altena Poetry Slam die wordt georganiseerd door Stichting Poëzie Land van Heusden en Altena.  
In de kelderverdieping van Xinix zijn vijf oefenruimten ingericht, die worden verhuurd aan muzikanten. Die oefenruimten zijn ook een kweekvijver voor nieuwe muzikanten. Popcollectief SLIM werkt vanuit die muzikanten en probeert ze, door het geven van workshops, klaar te stomen voor een optreden in de zaal.
Music'scool geeft muzieklessen in de diverse ruimten van Xinix.